# Tswaing Local Municipality
Tswaing (englisch Tswaing Local Municipality) ist eine Lokalgemeinde im Distrikt Ngaka Modiri Molema der südafrikanischen Provinz Nordwest. Der Verwaltungssitz der Gemeinde befindet sich in Delareyville. Bürgermeisterin ist Frau Dimakatso Lydia Malwane.

## Städte und Orte
- Delareyville
- Sannieshof
- Ottosdal.

## Bevölkerung
Im Jahr 2011 hatte die Gemeinde 124.218 Einwohner in 30.634 Haushalten auf einer Gesamtfläche von 5966,25 km². Für 2016 wird als Einwohnerzahl 129.052 angegeben.
Die demografische Zusammensetzung der Einwohner ist laut Volkszählung 2011:
| Ethnien  | Einwohnerzahl | Anteil in % |
| -------- | ------------- | ----------- |
| Schwarze | 114.818       | 92,4        |
| Weiße    | 6.948         | 5,6         |
| Coloured | 1.788         | 1,4         |
| Asiaten  | 382           | 0,3         |
| andere   | 281           | 0,2         |

Wichtigste Sprache ist Setswana, die von 83,2 Prozent der Bevölkerung gesprochen wird. Größte Minderheitensprachen sind: Afrikaans (6,7 Prozent), Sesotho (2,5 Prozent), isiXhosa (2,2 Prozent), Englisch (1,8 Prozent) und isiZulu (1,2 Prozent).

## Naturschutzgebiete
Zwischen den Städten Delareyville und Sannieshof befindet sich unweit der Autostraße N14 das Vogelschutzgebiet Barberspan Bird Sanctuary. Grundlage bildet ein 2000 ha großes Gewässer. Rund 365 Vogelarten und ca. 12.000 Vögel wurden dokumentiert, darunter Pelikane, Flamingos, Kraniche. Zusammen mit Leeupan hat das gesamte Gebiet, das als IBA Important Bird Area eingestuft ist, eine Fläche von 4000 ha.
Das Wildgehege Henk Joubert Game Reserve in Delareyville beherbergt unterschiedliche Antilopen-Arten.